# Дютру-Борнье, Жан-Батист
Жан-Батист Онезим Дютру-Борнье (фр. Jean-Baptiste Dutrou-Bornier; 19 ноября 1834 — 6 августа 1876) — французский мореплаватель, поселившийся в 1868 году на острове Пасхи (Рапа-Нуи), владелец большей части острова, инициатор вывоза многих людей с него и превращения острова в ранчо для овец.

## Биография
Во время Крымской войны Дютру-Бонье служил офицером артиллерии. В 1860 году стал капитаном флота. Позже он бросил жену и маленького сына во Франции и в 1865 году приобрёл треть шхуны «Тампико». Жан-Батист отправился в Перу, где был арестован, обвинён в торговле оружием и приговорён к смертной казни. Освободившись благодаря вмешательству французского консула, он отплыл на Таити, где начал вербовку рабочей силы с островов Восточной Полинезии для работы на кокосовых плантациях.

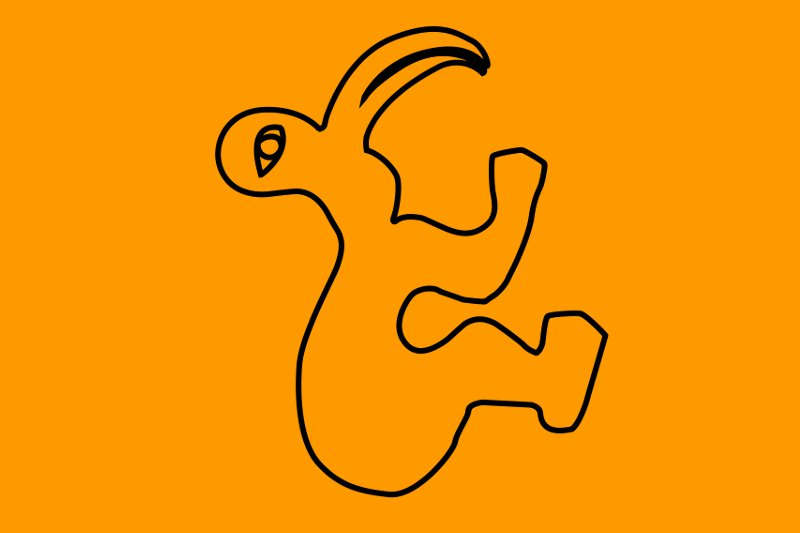
Флаг Дутру-Бонье.

В ноябре 1866 года Дютру-Бонье перевозит миссионеров Каспара Зумбома и Теодора Эсколана на остров Пасхи. В марте 1867 года он снова посетил остров, чтобы нанять рабочих. В дальнейшем Жан-Батист накопил огромные долги из-за пристрастия к азартным играм и в результате некоторых мошеннических сделок лишился своей доли владения «Тампико». В апреле 1868 года он приобрёл яхту «Аора» (Aora’i) и прибыл на остров Пасхи, где яхта была сожжена.
Дютру-Бонье поселился в Матавери и начал скупать землю у рапануйцев. В 1869 году он захватил Корето, жену вождя Рапануи, и женился на ней. Также он пытался убедить Францию сделать остров протекторатом и завербовал часть рапануйцев, которым позволил отказаться от христианства и вернуться к прежней вере. С помощью винтовок, пушки и сжигания хижин он, в качестве «губернатора», вместе со своими сторонниками в течение нескольких лет управлял островом, назначив Корето королевой острова. Данный титул не имел никакой легитимности и не признается жителями острова и современными историками.
В дальнейшем Дютру-Бонье поставил своей целью очистить остров от большинства рапануйцев и превратить остров в ранчо для овец. Он скупил весь остров, кроме миссионерской территории вокруг Ханга-Роа, и перевёз пару сотен рапануйцев на Таити, чтобы они работали на его покровителей. В 1871 году миссионеры, которые действовали вместе с Жан-Батистом, депортировали всех, кроме 171, рапануйцев на острова Гамбье. Большинство тех, кто остался на острове, были пожилыми мужчинами. Шесть лет спустя на острове Пасхи жило всего 111 человек, и только у 36 из них было потомство.

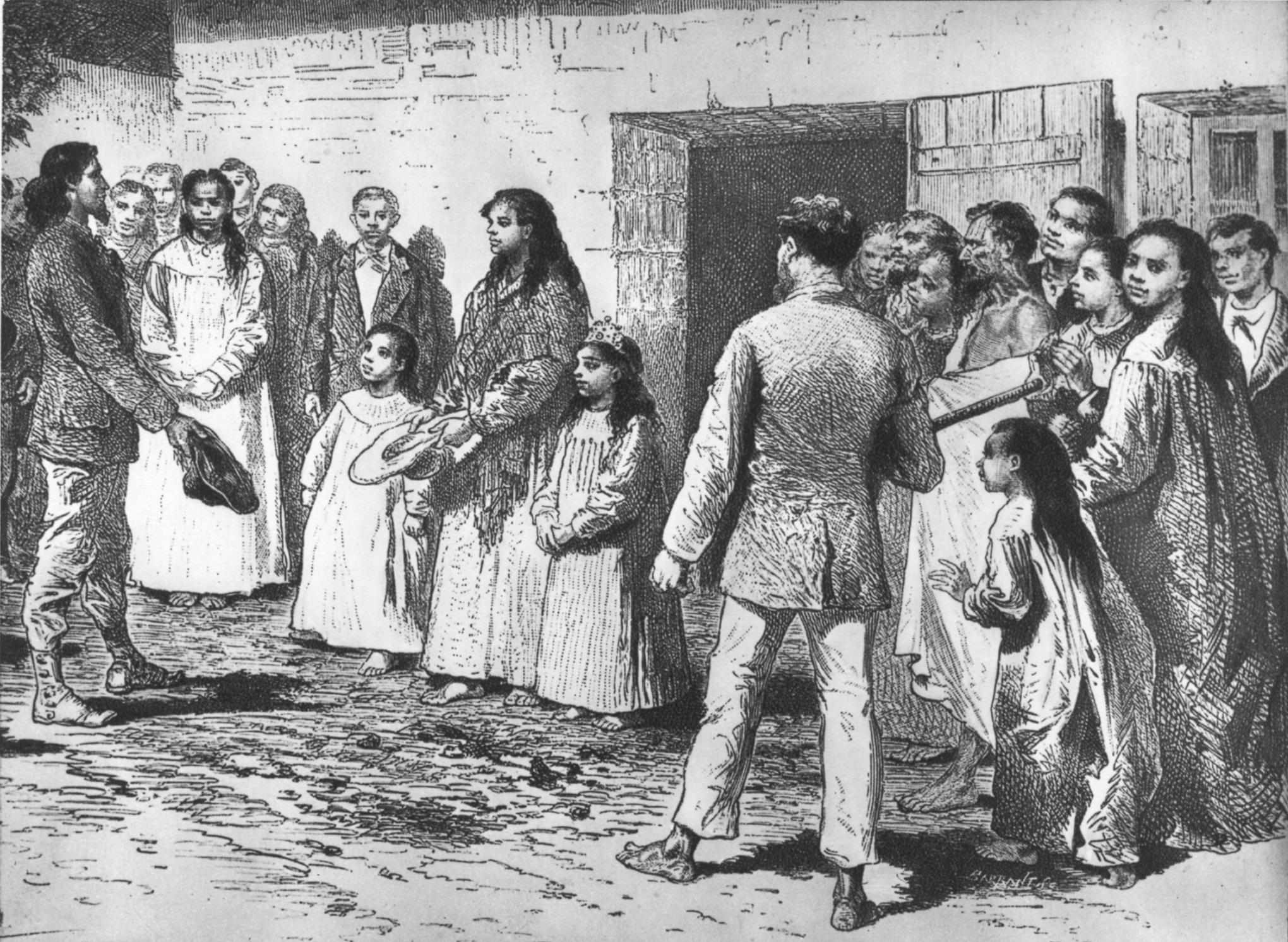
«Королева-мать» Корето с дочерьми «королевой» Кэролайн и Хэрриет в 1877 году

В 1876 Дутру-Бонье был убит в споре из-за одежды, хотя причиной его убийства могло быть похищение им девочек-подростков.

## Результаты деятельности
С момента смерти Дютру-Бонье и по сей день население острова медленно восстанавливается. Но более 97 % населения были убиты или увезены за менее чем десятилетие, вследствие чего многое из культурных знаний рапануйцев было утеряно.
Ни первая жена авантюриста, проживавшая во Франции, которая была его наследницей по французским законам, ни вторая жена с острова Пасхи, которая сумела на небольшой срок провозгласить королевой свою дочь Каролину, не сумели унаследовать его незаконных «владений». Но и по сей день большая часть территории острова — это ранчо, управляемое из-за пределов острова, и на протяжении более века реальная власть на острове осуществлялась не рапануйцами, а представителями Чили. Юридические споры по поводу землевладения осложнили историю острова на десятилетия вперёд.